# Sam Crome
Sam Crome (né le 16 décembre 1993 à Bendigo) est un coureur cycliste australien, membre de l'équipe St George Continental.

## Palmarès
- 2015
  - 3e étape du Tour de Perth
  - 3e du Tour de Perth
- 2016
  - 8e étape du Tour du Japon
  - Tour of the Great South Coast :
    - Classement général
    - 2e étape

  - 2e de la Baw Baw Classic
- 2017
  - 2e étape de la New Zealand Cycle Classic
  - 3e de l'Amy's Otway Tour
- 2018
  - 4e étape du Herald Sun Tour
- 2019
  - 2e du Tour de Hokkaido

## Classements mondiaux
| Année                                 | 2016 | 2017 | 2018 | 2019 |
| ------------------------------------- | ---- | ---- | ---- | ---- |
| Classement mondial                    | 902e | 875e | 572e | 553e |
| UCI Asia Tour                         | 344e | 165e | 132e |      |
| UCI Oceania Tour                      | 28e  | 38e  | 20e  | 32e  |
|                                       |      |      |      |      |
| Légende : nc = non classéSource : UCI |      |      |      |      |